# Chutes Fern
Pour les articles homonymes, voir Fern.
Les chutes Fern (en anglais : Fern Falls) sont des chutes d'eau du comté de Larimer, dans le Colorado, aux États-Unis. Ces chutes formées par la Fern Creek relèvent du parc national de Rocky Mountain.